# Watsonidia porioni
Watsonidia porioni là một loài bướm đêm thuộc phân họ Arctiinae, họ Erebidae.